# Plexaurella tenuis
Plexaurella tenuis är en korallart som beskrevs av Kunze 1916. Plexaurella tenuis ingår i släktet Plexaurella och familjen Plexauridae. Inga underarter finns listade i Catalogue of Life.